# Génova (Kolumbien)
Génova ist eine Gemeinde (municipio) im Departamento Quindío in der kolumbianischen Kaffeeanbauregion (eje cafetero). 

## Geographie
Génova liegt auf einer Höhe von zwischen 1500 m ü. NN und 3850 m ü. NN 52 km südlich von Armenia und hat eine Durchschnittstemperatur zwischen 18 und 22 °C. Génova grenzt im Norden an Pijao, im Südosten an Roncesvalles im Departamento Tolima und im Südwesten an Caicedonia und Sevilla im Departamento Valle del Cauca.

## Bevölkerung
Die Gemeinde Génova hat 7636 Einwohner, von denen 4431 im städtischen Teil (cabecera municipal) der Gemeinde leben (Stand: 2022).

## Geschichte
Vor der Ankunft der Spanier war das Gebiet des heutigen Génova bewohnt von den indigenen Völkern der Quimbayas, Pijaos und Quindos. Während der Kolonialzeit war das Gebiet jedoch nicht bewohnt und wurde erst ab dem 19. Jahrhundert von Antioquia aus besiedelt. Génova selbst wurde 1903 gegründet und erhielt 1937 den Status einer Gemeinde.

## Wirtschaft
Der wichtigste Wirtschaftszweig von Génova ist die Landwirtschaft. Insbesondere werden Kaffee, aber auch Bananen, Zuckerrohr, Obst, Bohnen, Mais und Gemüse angebaut. Zudem gibt es Viehwirtschaft.

## Persönlichkeiten
- Manuel Marulanda (1928–2008), Anführer der FARC
- Luis Garavito (1957–2023), Serienmörder
- Francisco Antonio Ceballos Escobar (* 1958), Bischof von Riohacha